# 長流川

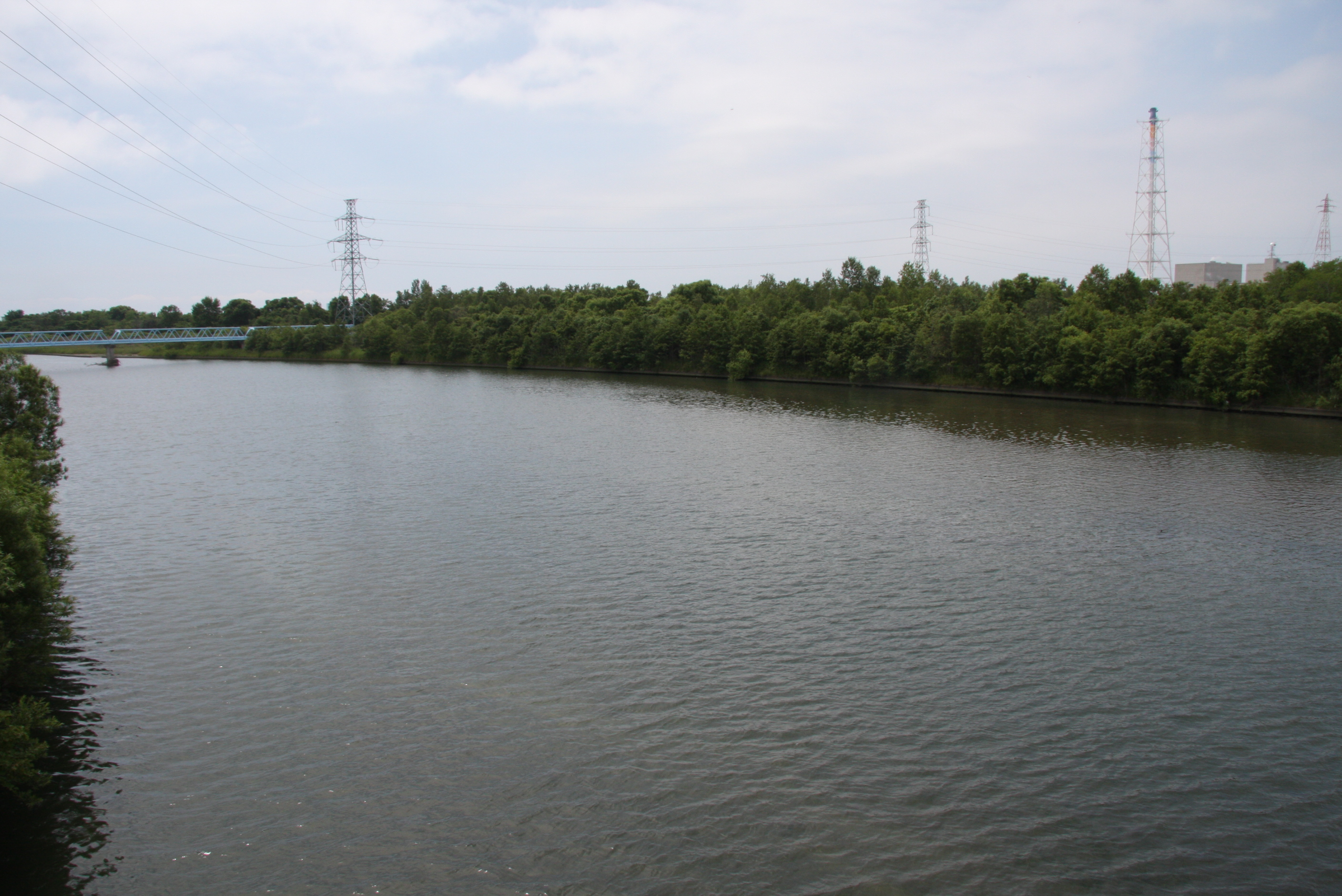
新長流橋より望む河口付近と伊達発電所

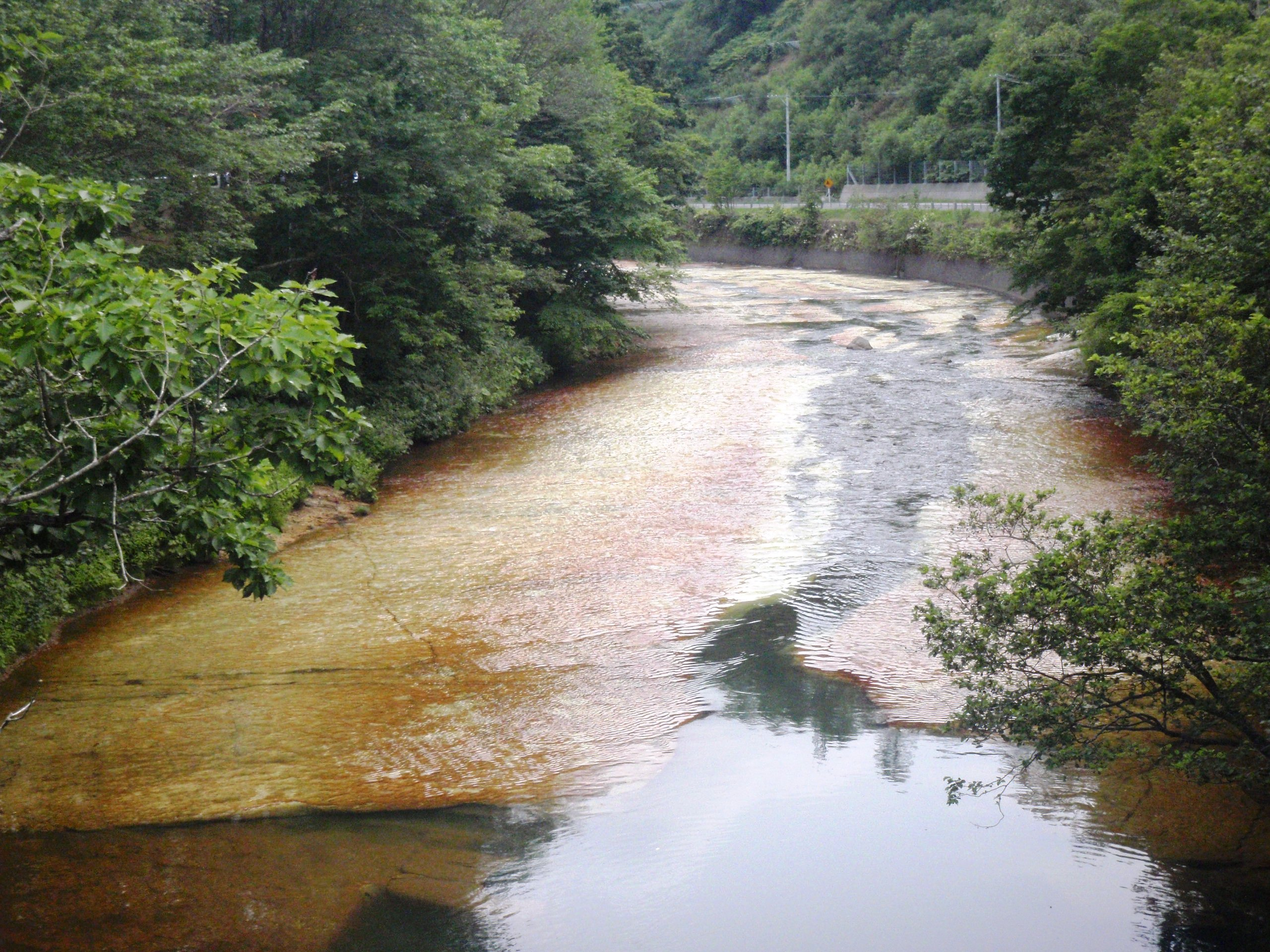
北湯沢付近の「白絹の床」

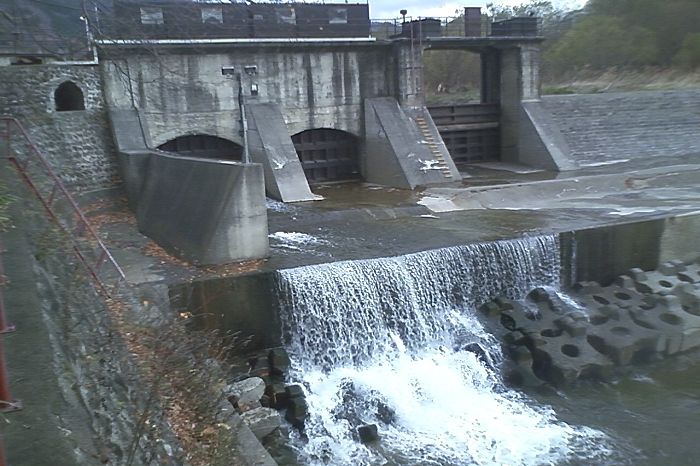
久保内ダム（久保内発電所）

長流川（おさるがわ）は、北海道胆振総合振興局管内を流れ噴火湾に注ぐ二級河川。長流川水系の本流である。

## 地理
北海道胆振総合振興局伊達市大滝区と石狩振興局千歳市及び白老町との境界にある白老岳（945 m）に源を発し、温泉郷の北湯沢温泉と蟠渓温泉を経て伊達市長和付近の河口で噴火湾に注ぐ。
上流部は渓谷をなし、支流の三階滝川にある三階滝や、流紋岩の滑床である「白絹の床」等の自然景観が見られる。北湯沢温泉から蟠渓温泉にかけての河川区間は支笏洞爺国立公園に属する。

## 河川名の由来
アイヌ語からの転訛に由来するが諸説ある。
| アイヌ語                        | アイヌ語     | 意味                         | 由来                       |
| カタカナ表記（アコㇿイタㇰ）    | ラテン翻字   | 意味                         | 由来                       |
| ------------------------------- | ------------ | ---------------------------- | -------------------------- |
| オサレペッ                      | osare-pet    | 投げる・川                   | 永田方正による。急流の意。 |
| オサㇻペッ                      | o-sar-pet    | 川尻に・ヨシ原（がある）・川 |                            |
| オサㇻウンペッ （オサルンペッ） | o-sar-un-pet | 川尻に・ヨシ原・がある・川   |                            |

## 利水および治水
この河川は長流川橋付近を境に流域を精糖工場や伊達の住宅地に囲まれ高水護岸で治水工事を施された下流域と、壮瞥の畑作地域や蟠渓・北湯沢の温泉郷に囲まれ低水護岸もしくは渓流の中・上流域とでは河川の性格を著しく異にする。
1975年（昭和50年）以前は部分的に河川改修が行われていたものの、大部分は自然河道のままで断面も小さく、蛇行を繰り返していたことから、台風や低気圧等による豪雨によってしばしば氾濫の被害が発生した。特に1972年（昭和47年）9月に胆振地方を襲った台風20号では、壮瞥町滝之町や伊達市上長和町一帯で浸水家屋91戸、農地冠水1,340haにおよぶ大きな被害が発生している。
この被害を契機として、1973年（昭和48年）から築堤、掘削などの河川改修が実施され、1992年（平成4年）に完了している。
中流にはダムが建設され、出力7,200kWの水力発電所（久保内ダム）が稼動している。
発電用水の他に農業用水と水道水として利水される他に、河口付近にある精糖プラントで工業用水としても利水される。

## 流送
長流川の上流域にはエゾマツの天然林が広がっており、明治時代末から大正時代にかけては伐採が盛んになった。伐採された丸太の輸送は、長流川に落として流す流送により行われており、壮瞥と久保内の間に川から丸太を引き上げる網場が設けられていた。網場から先は、馬運により伊達まで運ばれていった。

## 流域の自治体
北海道
胆振総合振興局伊達市,有珠郡壮瞥町

## 支流
括弧内は流域の自治体
- 左沢川（伊達市大滝区）
- 三階滝川（伊達市大滝区）
- カバユサンナイ川（伊達市大滝区）
- 徳舜瞥川（伊達市大滝区）
- 白水川（壮瞥町）
- 弁景川（壮瞥町）
- パンケ川（壮瞥町）
- レルコマベツ川（壮瞥町）
- 壮瞥川（壮瞥町）

## 主な橋梁
- 長流別橋 - 国道276号
- 清流橋 - 国道276号
- 紅葉橋 - 国道276号
- 長寿橋 - 国道453号
- 落合橋 - 国道453号
- 大成橋
- 開拓橋
- 豊年橋
- 温泉橋 - 国道453号
- 北湯沢橋 - 国道453号（新道）
- 蟠渓橋 - 国道453号
- 久保内大橋 - 北海道道2号洞爺湖登別線
- 上立香橋
- 壮瞥橋 - 北海道道519号滝之町伊達線
- 下立香橋
- 北の湘南橋 - 北海道道981号上長和萩原線
- 長流川橋 - 道央自動車道（高速道日本一 橋長1,770 m）
- ちりりん橋 - 人道橋（旧：胆振線）
- 長流橋 - 国道37号
- 長流川橋梁 - JR室蘭本線
- 新長流川橋 - 北海道道779号南黄金長和線